# Tetragnatha parva
Tetragnatha parva là một loài nhện trong họ Tetragnathidae.
Loài này thuộc chi Tetragnatha. Tetragnatha parva được miêu tả năm 1932 bởi Badcock.